# Obituary
Obituary (česky znamená nekrolog) je americká death metalová hudební skupina založená v roce 1984 na Floridě pod názvem Executioner. Následně jméno změnili na Xecutioner a pak na Obituary. Kapela se skládá z kytaristy Trevora Perese (rytmická) a Kennyho Watsona (sólová), basáka Terryho Butlera, vokalisty Johna Tardyho a jeho bratra Donalda Tardyho, který hraje na bicí. Kapela se výrazně podílela na vývoji death metalové hudby a rovněž v tomto žánru byla i nejúspěšnější.
Pod názvem Xecutioner vyšlo několik dem, v té době kapela hrál hudbu ve stylu thrash/speed metalu ovlivněném kapelou Celtic Frost. Některé skladby se objevily na jedné nízkonákladové kompilaci (společně se skladbami kapel mj. Atheist, Sadus), která se dostala do rukou lidem z Roadrunner Records. V roce 1988 kapela s firmou podepisuje smlouvu na 9 studiových alb. Již pod názvem Obituary vychází v roce 1989 debutové dlouhohrající album Slowly We Rot a v roce 1990 druhé s názvem Cause of Death. První videoklip natočila kapela ke skladbě The End Complete ze třetího stejnojmenného alba The End Complete (1992).

## Kapela

### Současní členové
- John Tardy – vokály (1988–1997, 2003–dosud)
- Donald Tardy – bicí, perkuse (1988–1997, 2003–dosud)
- Trevor Peres – kytara (1988–1997, 2003–dosud)
- Terry Butler – baskytara (2010–dosud)
- Kenny Andrews – kytara (2012–dosud)

### Bývalí členové
- Allen West – kytara (1988–1989, 1991–1997, 2003–2006)
- Daniel Tucker – baskytara (1988–1989)
- Frank Watkins – baskytara (1989–1997, 2003–2010); zemřel 2015
- James Murphy – kytara (1990–1991)
- Ralph Santolla – kytara (2007–2011); zemřel 2018
- Peter Klavinger – kytara (1999)
- Jack Owen – kytara (na koncertu v roce 2007)

Členové Obituary
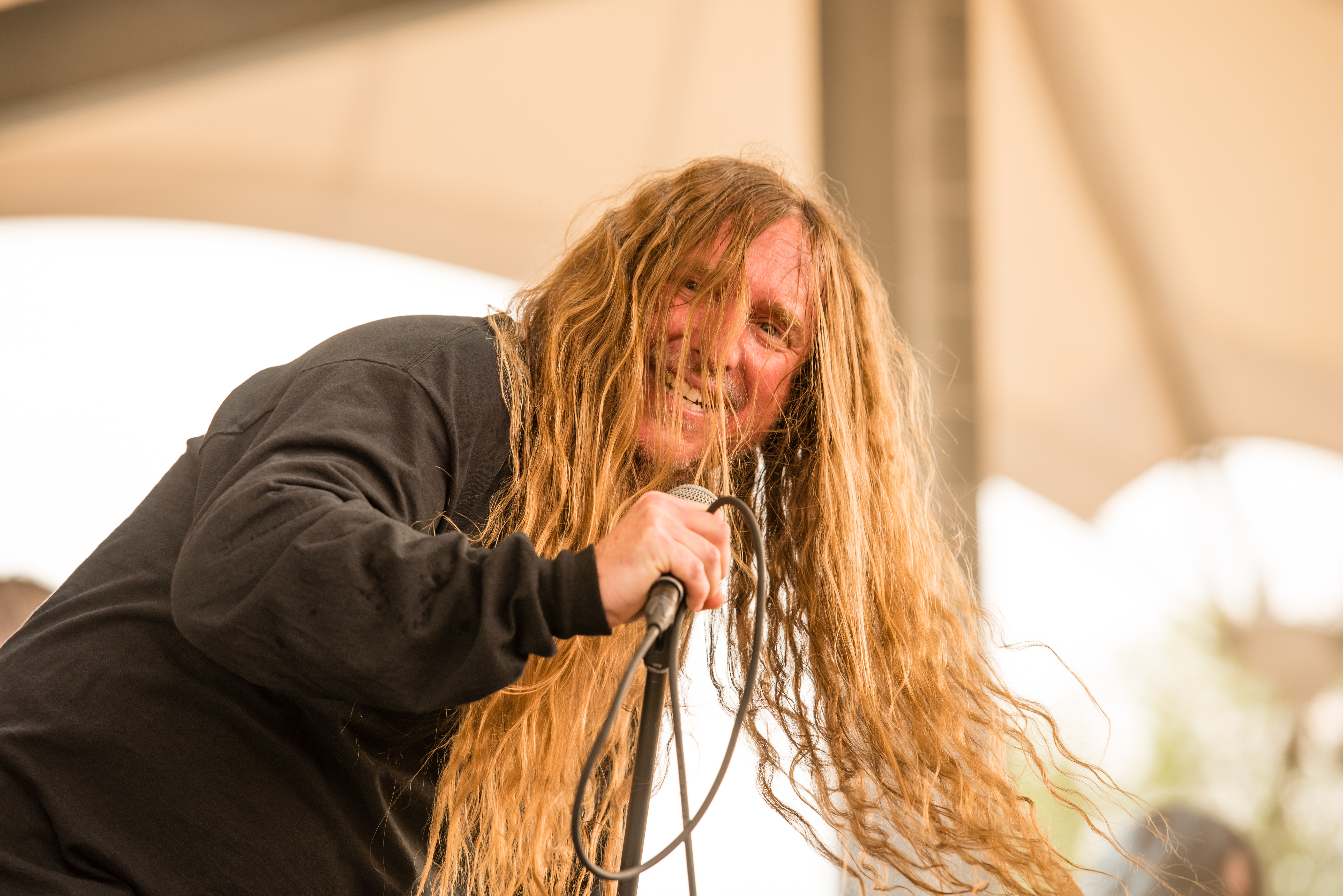
John Tardy
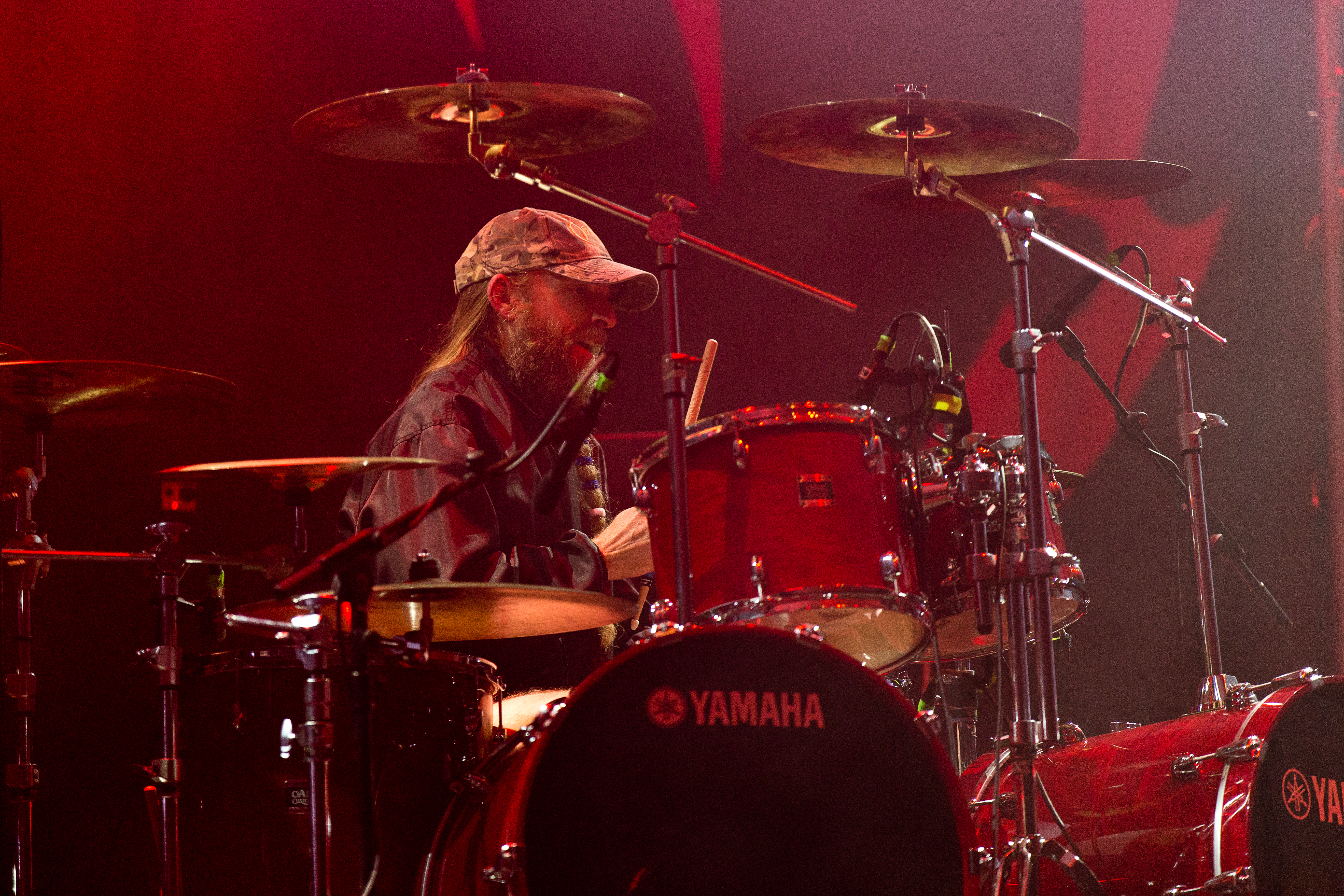
Donald Tardy
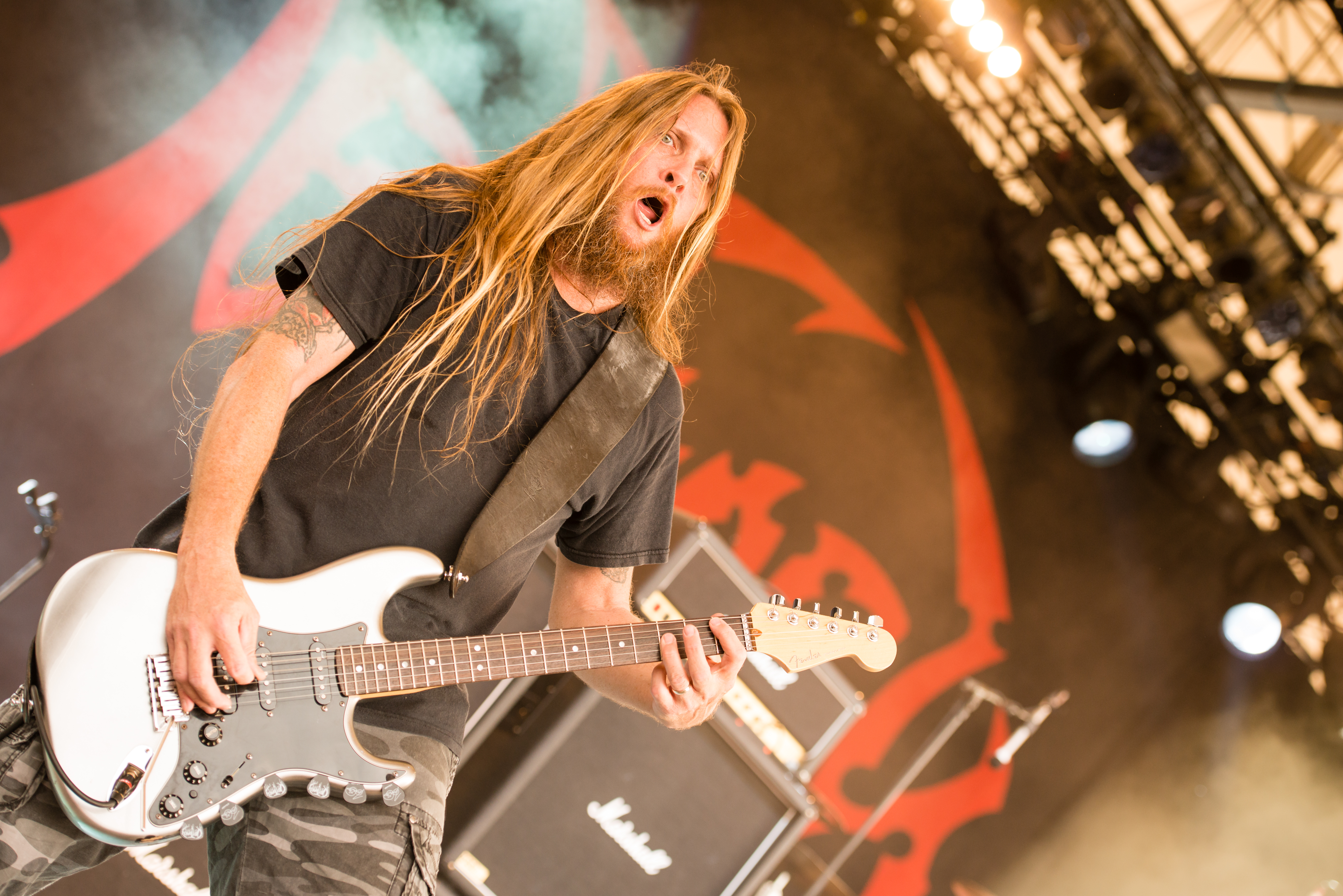
Trevor Peres
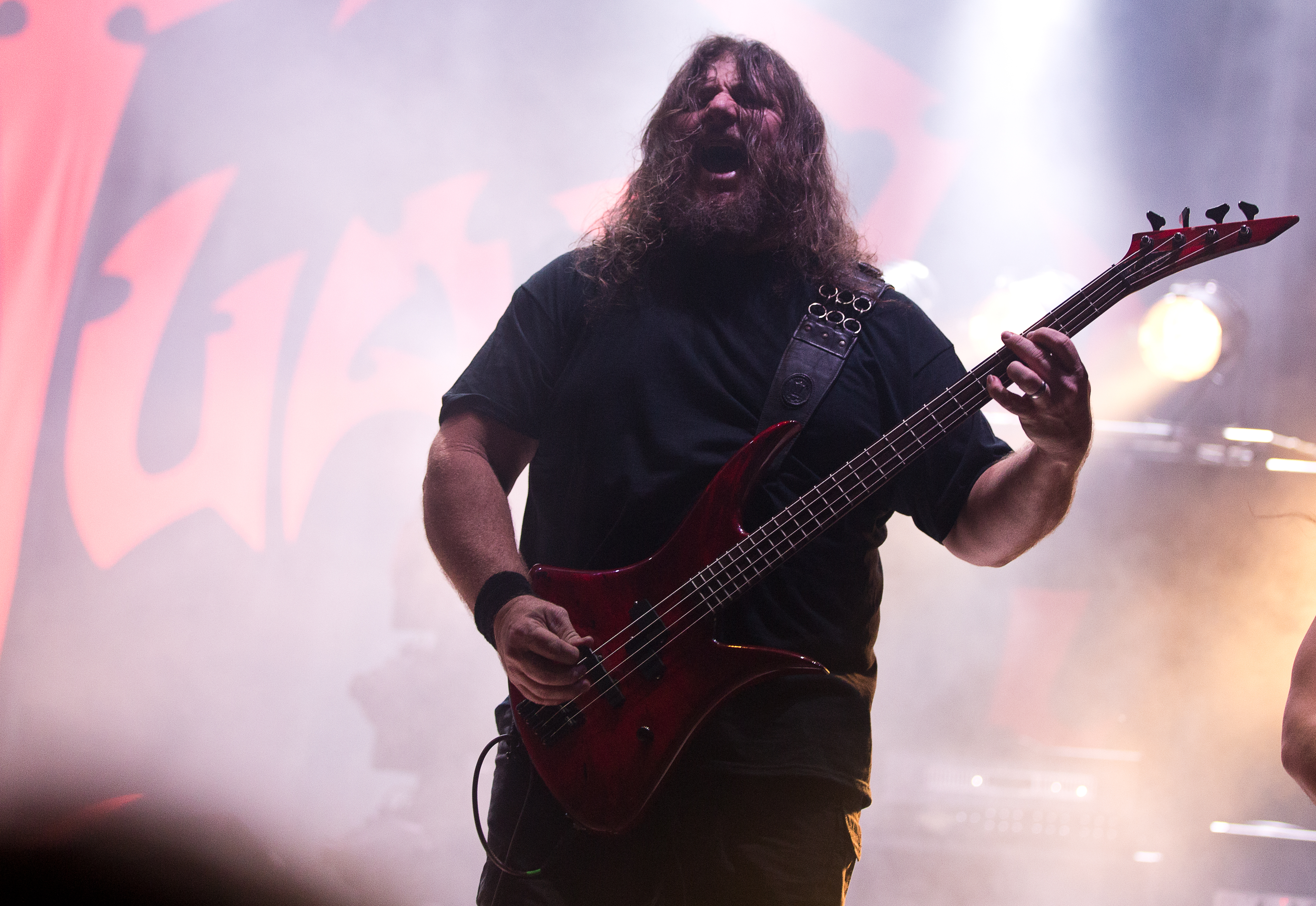
Terry Butler
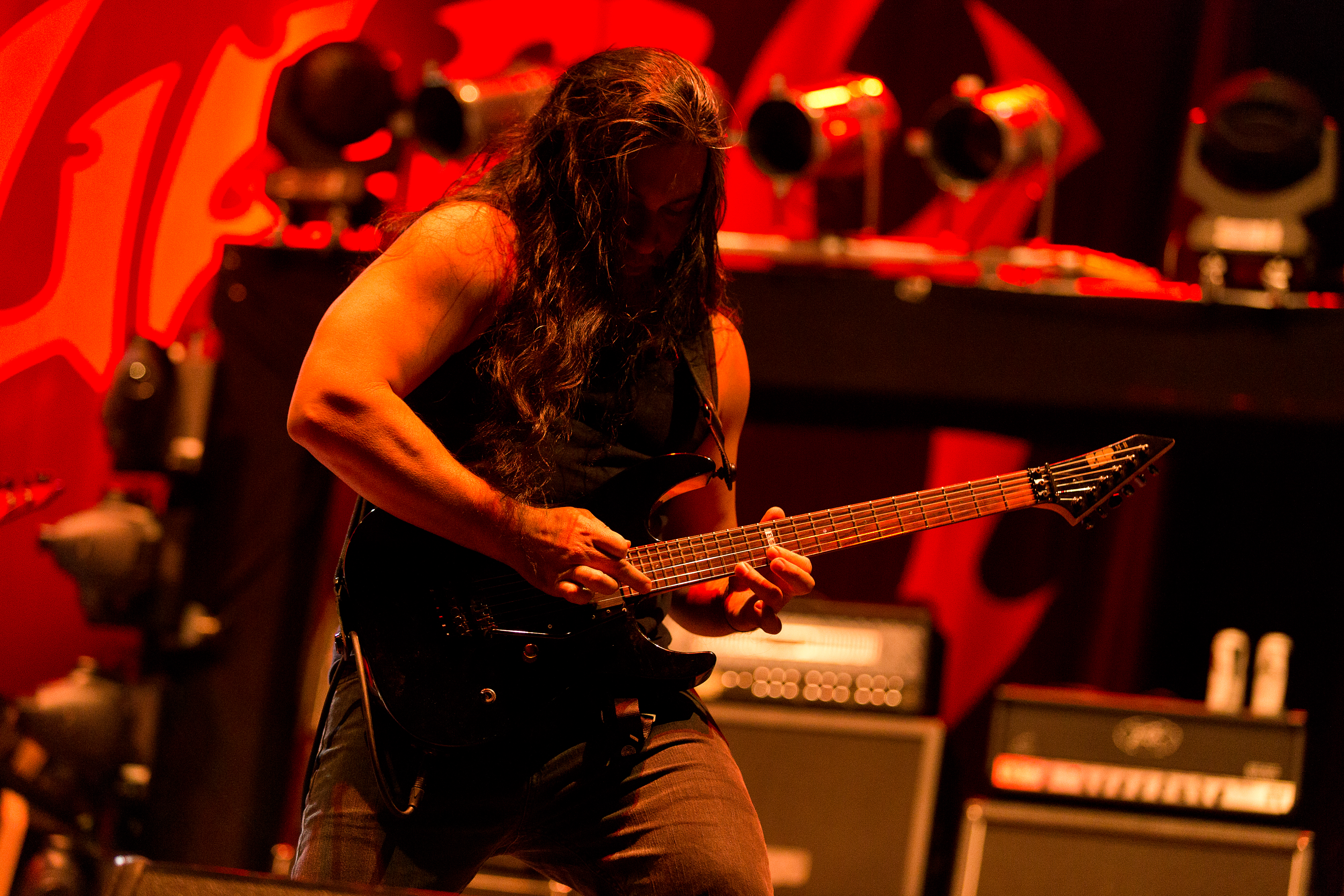
Kenny Andrews

## Diskografie

### Studiová alba
- Slowly We Rot (1989)
- Cause of Death (1990)
- The End Complete (1992)
- World Demise (1994)
- Back from the Dead (1997)
- Frozen in Time (2005)
- Xecutioner's Return (2007)
- Darkest Day (2009)
- Inked in Blood (2014)
- Obituary (2017)
- Dying of Everything (2023)

### EP
- Don't Care  (1994)
- Left to Die (2008)

### Koncertní alba
- Dead (1998)
- Ten Thousand Ways to Die (2016)

### Kompilace
- Anthology (2001)
- The Best of Obituary (2008)